# Lukáš Dlouhý
Lukáš Dlouhý (n. 9 de abril de 1983 en Písek, República Checa) es un tenista profesional checo que se destaca mayormente en la modalidad de dobles, especialidad en la que alcanzó la final de cinco torneos de Grand Slam, tres veces en el US Open y otras dos veces en Roland Garros, ganando dos de ellos junto al experimentado indio Leander Paes. Su gran performance en esta especialidad lo llevó a ser citado en numerosas ocasiones para integrar el Equipo checo de Copa Davis.
Su labor en individuales, si bien no fue deslumbrante, tuvo picos altos llegando a estar entre los mejores 100 del ranking mundial y a destacarse sobre todo en el circuito de challengers, donde ha conseguido cuatro títulos individuales.
Tanto en 2007 como en 2008 clasificó para la Tennis Masters Cup en dobles, el primer año junto a su compatriota Pavel Vízner y el segundo junto al hindú Leander Paes. En ninguna de ambas ocasiones pudo superar la fase de grupos. Su superficie natural es el polvo de ladrillo aunque ha tenido excelentes actuaciones en torneos sobre canchas rápidas.

## Torneos de Grand Slam

### Campeón Dobles
| Año  | Torneo        | Pareja       | Oponentes en la final        | Resultado   |
| 2009 | Roland Garros | Leander Paes | Wesley Moodie Dick Norman    | 3-6 6-3 6-2 |
| 2009 | US Open       | Leander Paes | Mahesh Bhupathi Mark Knowles | 3-6 6-3 6-2 |

### Finalista Dobles
| Año  | Torneo        | Pareja       | Oponentes en la final        | Resultado      |
| 2007 | Roland Garros | Pavel Vízner | Mark Knowles Daniel Nestor   | 6-2 3-6 4-6    |
| 2007 | US Open       | Pavel Vízner | Simon Aspelin Julian Knowle  | 5-7 4-6        |
| 2008 | US Open       | Leander Paes | Bob Bryan Mike Bryan         | 6-7(5) 6-7(10) |
| 2010 | Roland Garros | Leander Paes | Daniel Nestor Nenad Zimonjic | 5-7 2-6        |

## Títulos; 10 (0 + 10)

### Dobles
| Grand Slam (2)           |
| Tennis Masters Cup (0)   |
| ATP Masters Series (1)   |
| International Series (7) |

| N.º | Fecha                    | Torneo               | Superficie    | Pareja          | Oponentes en la final                | Resultado    |
| 1.  | 20 de febrero de 2006    | Costa do Sauipe      | Tierra batida | Pavel Vízner    | Mariusz Fyrstenberg Marcin Matkowski | 6-4 6-3      |
| 2.  | 24 de abril de 2006      | Estoril              | Tierra batida | Pavel Vízner    | Lucas Arnold Ker Leoš Friedl         | 6-3 6-1      |
| 3.  | 12 de febrero de 2007    | Costa do Sauipe      | Tierra batida | Pavel Vízner    | Albert Montañés Rubén Ramírez        | 6-2 7-6(4)   |
| 4.  | 23 de julio de 2007      | Umag                 | Tierra batida | Michal Mertiňák | Jaroslav Levinsky David Škoch        | 6-1 6-1      |
| 5.  | 28 de septiembre de 2008 | Bangkok              | Dura          | Leander Paes    | Scott Lipsky David Martin            | 6-4 7-6(4)   |
| 6.  | 25 de mayo de 2009       | Roland Garros, París | Tierra batida | Leander Paes    | Wesley Moodie Dick Norman            | 3-6 6-3 6-2  |
| 7.  | 14 de septiembre de 2009 | US Open, New York    | Dura          | Leander Paes    | Mahesh Bhupathi Mark Knowles         | 3-6 6-3 6-2  |
| 8.  | 4 de abril de 2010       | Miami                | Dura          | Leander Paes    | Mahesh Bhupathi Max Mirnyi           | 6-2 7-5      |
| 9.  | 8 de enero de 2011       | Doha                 | Dura          | Paul Hanley     | Robert Lindstedt Horia Tecau         | 6-4 y retiro |
| 10. | 15 de enero de 2011      | Sídney               | Dura          | Paul Hanley     | Bob Bryan Mike Bryan                 | 6–4, 7–6(6)  |

### Finalista en dobles (torneos destacados)
- 2007: Roland Garros (junto a Pavel Vízner, pierden ante Mark Knowles y Daniel Nestor)
- 2007: US Open (junto a Pavel Vízner, pierden ante Simon Aspelin y Julian Knowle)
- 2008: US Open (junto a Leander Paes, pierden ante Bob y Mike Bryan)
- 2010: Roland Garros (junto a Leander Paes, pierden ante Daniel Nestor y Nenad Zimonjic)

### Challengers singles
| N.º | Fecha                | Torneo  | Superficie    | Oponente en la final | Resultado      |
| --- | -------------------- | ------- | ------------- | -------------------- | -------------- |
| 1.  | 2 de mayo de 2005    | Ostrava | Tierra batida | Nicolas Devilder     | 6-4 7-6(4)     |
| 2.  | 1 de agosto de 2005  | Trani   | Tierra batida | Simone Bolelli       | 6-4 6-4        |
| 3.  | 6 de febrero de 2006 | Wroclaw | Dura          | Tomáš Zíb            | 7-6(2) 2-6 6-3 |
| 4.  | 11 de agosto de 2008 | Bronx   | Dura          | Leonardo Mayer       | 6-0 6-1        |